# Hermann Oelrichs

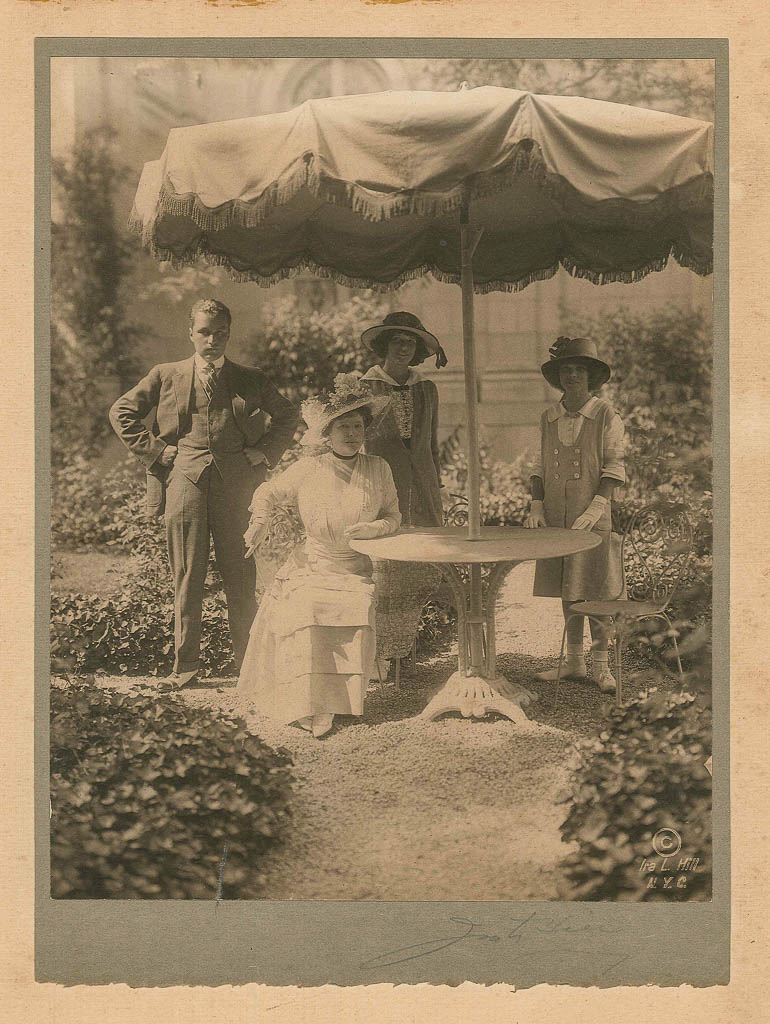
Von links nach rechts: Hermann Oelrichs Jr., Theresa Tessie Alice Oelrichs, Muriel und Consuelo Vanderbilt, um 1910

Hermann Oelrichs (* 8. Juni 1850 in Baltimore, Maryland; † 1. September 1906 auf der Kaiser Wilhelm der Große im Atlantischen Ozean) war ein US-amerikanischer Bankier, Multimillionär und Mitbesitzer der Norddeutschen Lloyd Reederei.

## Leben
Hermann Oelrichs war der Enkel des Bremer Kaufmanns Johann Gerhard Oelrichs. Er studierte an der St. Paul’s School in Concord, New Hampshire, und später an der Yale-Universität; als Yale-Student wurde er in die dortige Skull & Bones-Geheimgesellschaft aufgenommen.
Im Jahr 1890 heiratete er in San Francisco die reiche Erbin Theresa Alice Fair (1862–1926), genannt Tessie, älteste Tochter des Silberminenbesitzers und Senators von Nevada James Graham Fair (1831–1894) und dessen erster Ehefrau Theresa Rooney (* 1838). Aus der Ehe, die allen Berichten zufolge glücklich verlief, ging der Sohn Hermann Oelrichs Jr. (1891–1941) hervor.
Die Familie Oelrichs spielte eine große Rolle beim Wiederaufbau von San Francisco nach dem Erdbeben von 1906 im Rahmen des Committee of Fifty (Ausschusses der Fünfzig). Der Familie gehörte auch das Luxushotel The Fairmont in San Francisco.

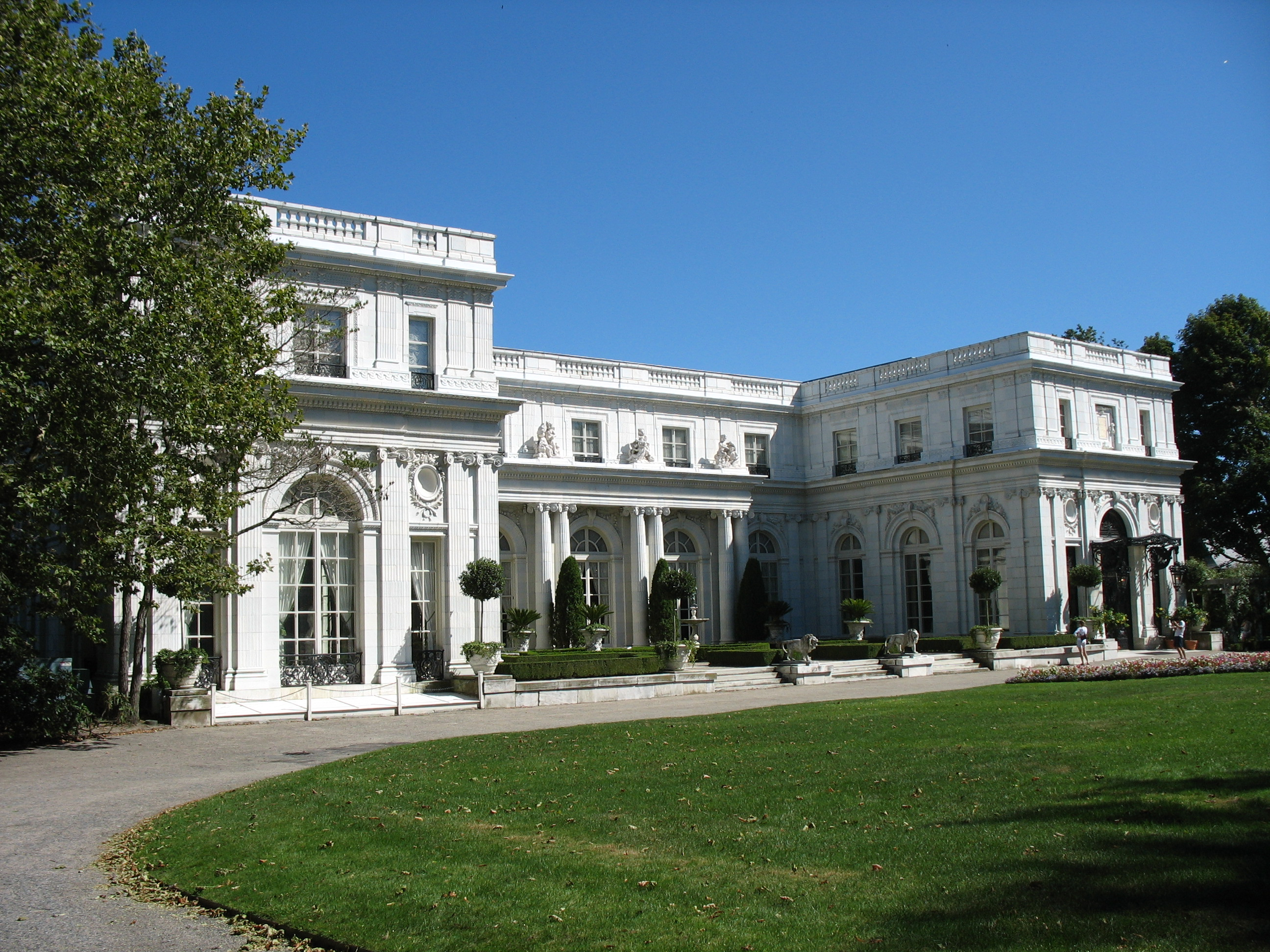
Rosecliff Mansion

Im 19. Jahrhundert war Newport auf Rhode Island eine beliebte Sommerresidenz des US-amerikanischen Geldadels (Gilded Age; Vergoldetes Zeitalter). Nach dem Tod des Politikers George Bancroft – Züchter der American Beauty-Rose – kaufte Oelrichs das vierzehn Hektar große Anwesen direkt am Meer und an der Bellevue Avenue, genannt Rosecliff. Zwischen 1898 und 1902 ließen Hermann und Tessie Oelrichs durch den bekannten Architekten Stanford White das schlossartige Sommerhaus Rosecliff Mansion erbauen – im französischen Beaux-Arts-Stil nach dem Vorbild des Grand Trianon entworfen. Das Anwesen blieb bis 1941 im Besitz der Familie Oelrichs, heute ist es ein Museum und kann besichtigt werden.
Hier wurden die legendären Verfilmungen von Die oberen Zehntausend (1956) mit Grace Kelly, Der große Gatsby (1974) mit Robert Redford, True Lies – Wahre Lügen (1994) mit Arnold Schwarzenegger, sowie Amistad (1997) mit Matthew McConaughey in den Hauptrollen gedreht.

## Erwähnenswertes
- Haiangriffe an der Küste von New Jersey (1916): 1891 setzte der wohlhabende Bankier und Abenteurer Hermann Oelrichs  einen Preis von 500 US-Dollar für den Beleg dafür aus, dass ein Mensch in Meeresgewässern der gemäßigten Klimazone von einem Hai angegriffen worden sei.[1] Die Belohnung wurde niemals eingefordert.